# Comité Pro-Raza
El Comité Pro-Raza fue una organización social mexicana de carácter racista, xenófoba, antisemita, nacionalista y sinofoba a favor de la eugenesia fundada en 1930 por José Ángel Espionza en el México posreevolucionario. Su lema era «Por la patría y la raza».
Al igual que otras organizaciones de su época, reclamaban la deportación de judíos y chinos (y en menor medida, árabes y turcos) de México. «Debemos seguir el ejemplo de las naciones civilizadas, expulsando de nuestro país a los elementos indeseables, judíos, polacos, lituanos, sirios y otros», se podía leer en carteles.  

## Historia

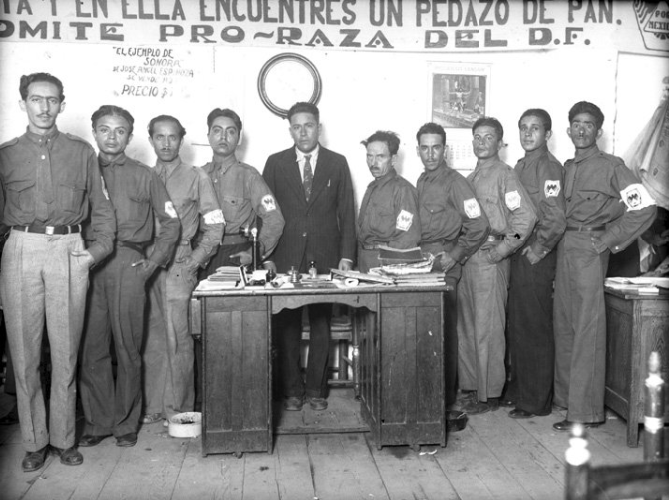
Miembros del Comité Pro-Raza en una reunión en el Distrito Federal, ahora Ciudad de México (1930).

Desde 1933, el Comité Pro-Raza instó al gobierno mexicano a prohibir el ingreso de grupos extranjeros que, según su criterio, solo traían «pobreza y avaricia». Consideraban que la responsabilidad de esta situación recaía principalmente en los funcionarios de migración, quienes no habían detenido la llegada de estos grupos, especialmente de los judíos, a quienes acusaban de monopolizar el comercio y causar el colapso de la industria nacional.
El Comité pro-raza se caracterizó primeramente por el sentimiento antichino ya que estos eran considerados «indeseables» que le quitaban el trabajo a los mexicanos junto a los judíos.

Es lastimoso que cualquier extranjero hasta un chino venga a esta tierra y pronto enriquece y vive feliz a costa nuestra, mientras que nosotros, los nativos, que hemos derramado nuestra sangre por labrar una nacionalidad y una patria, enamorados de tontas libertades y de teorías idoitas, no palpamos mas que una sola realidad: el hambre. Por eso es para todos los mexicanos un deber imperativo combatir toda influencia extraña, luchar contra todo lo extranjero, comenzando desde luego contra aquellas razas que ademas de robarnos nos enferman; contra el exótico egoísta y sin salud que viene a esta tierra a enriquecer mediante las malas artes del fraude y de la trampa.

- José Ángel Espinoza, presidente del Comité Pro-Raza, 1931.

El Comité Pro-Raza no era hispanista ni indigenista en el sentido de la palabra, si no que tomaban un tercer camino sin glorificar al Imperio español o a los pueblos indígenas pero a su vez sin despreciarlos. Se veía como el mestizaje como el resultado y el «nacimiento de una nueva gente conformada por 2 sangres fuertes», en este caso la Caucasica española europea y la Nativa americana indígena dando como fruto de esto que es el mestizo, y la conquista vista como un suceso inevitable que haya como haya sido pasó, y que así el mexicano mestizo acepte su etnia y su sangre caucasica e indígena por igual, esto dicho por el mismo José Ángel Espionza fundador del Comité en 1931:

Siendo la raza nuestra el producto de la mestizacion, de dos gestas rebeldes por excelencia, la ibera y la indígena, lógico seria suponer, siguiendo viejas teorías genéticas, que el tipo resultante de la mezcla de éstas dos razas, había de ser un legitimo heredero de las características más sobresalientes de las razas originales y, aunque abundan los indoibericos, combativos y fogosos, hay, empero, un segundo tipo de mestizo indolente y cobarde que niega completamente las brillantes cualidades étnicas que fueron el distintivo de sus antepasados, pero lo más sorprendente en este raro espécimen de suprema negación de la gesta ardorosa de Cortés y la casta heroica de Cuauhtémoc.

Figuras importantes que estuvieron dentro del Comité resalta el fundador de la Acción Revolucionaria Mexicanista, como el veterano revolucionario Nicolás Rodríguez Carrasco, quien era un simpatizante del nazismo y fundaba la mencionada organización dentro del Comité.